# Einräumungsvertrag
Einräumungsvertrag ist ein dingliches Rechtsgeschäft, mit dem im deutschen Wohnungseigentumsrecht Sondereigentum an einem Grundstück (Wohnungseigentum) vertraglich eingeräumt wird (§ 2, § 3 WEG).  Zur Einräumung des Sondereigentums ist die Einigung der Beteiligten über den Eintritt der Rechtsänderung und die Eintragung in das Grundbuch erforderlich. Die Einigung bedarf der für die Auflassung vorgeschriebenen Form (§ 3 WEG). Das ist gem. § 925 BGB die notarielle Beurkundung.  
Der Einräumungsvertrag ist zusammen mit dem Aufteilungsplan und der Abgeschlossenheitsbescheinigung (§ 7 Absatz 4 WEG) die Basis für die Anlegung der Wohnungsgrundbücher.
Wohnungseigentum kann gemäß § 2 WEG ausschließlich durch Einräumungsvertrag (§ 3 WEG) oder Teilungserklärung (§ 8 WEG) begründet werden. Der Einräumungsvertrag wird typischerweise dann benutzt, wenn das Grundstück mehreren Personen gehört (Miteigentum nach Bruchteilen), während eine Teilungserklärung meist von einem Alleineigentümer eines Grundstücks abgegeben wird. 